# Blue Panorama Airlines

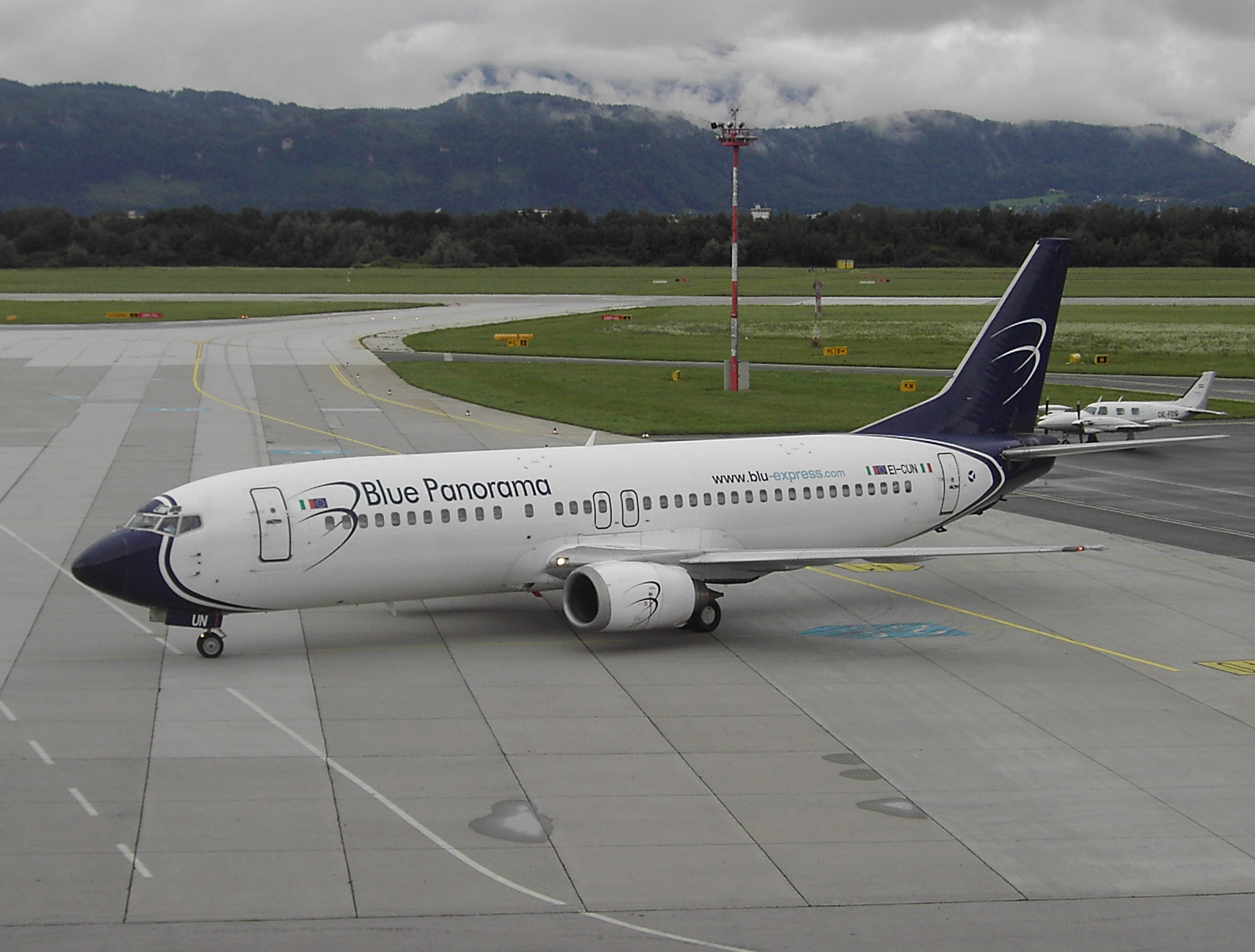
Boreing 737-400 na lotnisku w Klagenfurcie.

Blue Panorama Airlines – włoska czarterowa linia lotnicza z siedzibą w Rzymie, założona 3 września 1998. Działalność rozpoczęła 26 grudnia 1998. Jej siedzibą i bazą jest Port lotniczy Rzym-Fiumicino, a dwa pozostałe główne węzły to: Mediolan-Malpensa oraz Katowice-Pyrzowice. Aktualnie wykonuje loty czarterowe dla biura podróży Itaka z czterech polskich lotnisk: Warszawa-Chopina, Katowice-Pyrzowice, Wrocław-Strachowice i Poznań-Ławica.
28 października 2021 linia zawiesiła działalność. Decyzja spowodowana jest opóźnieniami w przyznawaniu rządowej pomocy finansowej.
| Model samolotu  | W użyciu | Zamówionych | Pasażerów | Pasażerów | Pasażerów | Notatki                     |
| Model samolotu  | W użyciu | Zamówionych | B         | E         | Razem     | Notatki                     |
| --------------- | -------- | ----------- | --------- | --------- | --------- | --------------------------- |
| Boeing 737-300  | 1        | —           | —         | 148       | 148       |                             |
| Boeing 737-400  | 1        | —           | —         | 168       | 168       |                             |
| Boeing 737-800  | 8        | —           | —         | 189       | 189       |                             |
| Airbus A330-200 | 2        | 1           | 12        | 283       | 295       | Samoloty w barwach Luke Air |
| Razem           | 12       | 1           |           |           |           |                             |